# Préférence manuelle

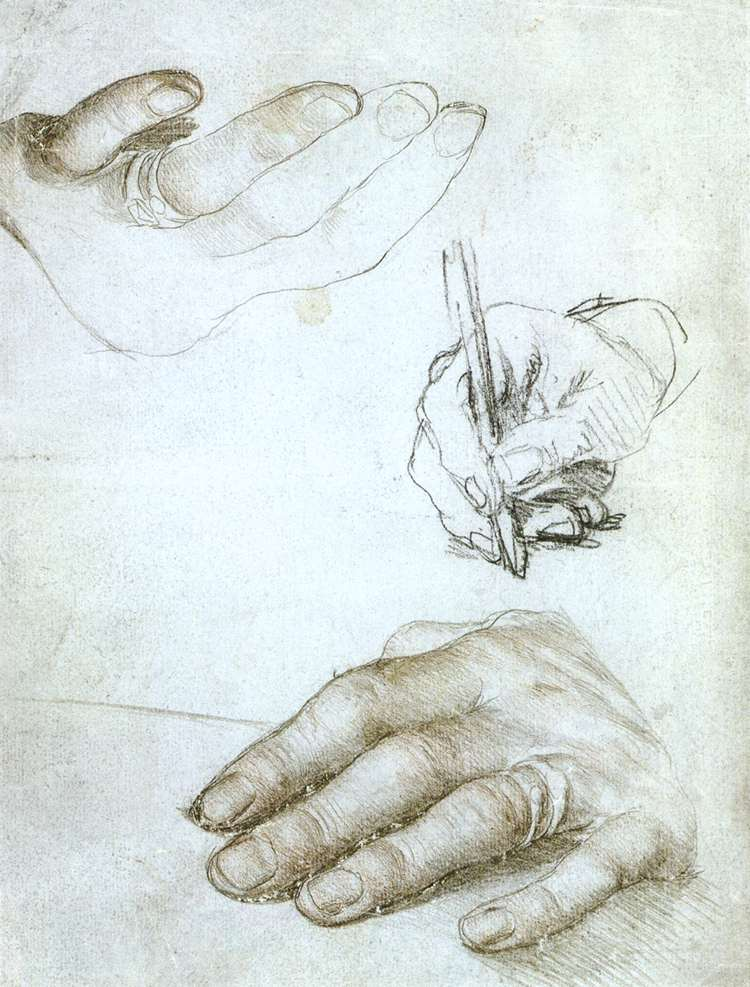
La préférence manuelle se traduit par une dextérité plus grande de l'une ou l'autre des mains

La préférence manuelle ou manualité consiste en une tendance à utiliser de façon préférentielle l’une des deux mains lors de la majorité de tâches de motricité fine et lors des préhensions au quotidien. Il s'agit de la terminologie scientifique et médicale correspondant aux termes usuels de « droitier », « gaucher », « ambidextre » (personne qui utilise indifféremment l’une ou l’autre de ses deux mains pour  toutes les activités et qui est aussi habile d’une main que de l’autre) ou « ambimane » (personne qui réalise certaines activités avec la main gauche et d’autres avec la main droite).
L’utilisation préférentielle d’une main est l'une des manifestations de la latéralisation dans la motricité. Il s'agit d'une étape importante du développement de l'enfant. L’établissement de la main préférentielle dite aussi dominante est un indicateur de la spécialisation des hémisphères cérébraux et de la maturation du corps calleux lors du développement neurologique. Ces transformations aboutissent à l’établissement de la dominance d’un hémisphère cérébral pour certaines fonctions cognitives. Ainsi, pour 90 % de la population humaine, la main droite est préférée pour des gestes fins avec un hémisphère gauche dominant pour le langage, mais le lien entre dominance manuelle et dominance hémisphérique n'est pas toujours aussi évident et fait encore l'objet de recherches à l'heure actuelle.
Il faut distinguer deux notions :
- la préférence de l’utilisation d’un côté du corps, mais associée à un organe ou à une fonction (par exemple, peu de gauchers manuels sont également des gauchers oculaires ; 6 à 9 % selon Stambak, Monod et Ajuriaguerra, 1961, cité par Dailly[5]). « Le choix de la bonne main peut aussi varier avec la tâche à accomplir »[5] ;
- la dominance (innée ou acquise) de performance d’un hémicorps sur le plan moteur et sensoriel (membres supérieurs, membres inférieurs, vision et audition)[6].

## Préférence manuelle selon le développement de l'enfant
La préférence manuelle évolue en fonction de l’âge et des étapes du développement chez l’enfant pour se stabiliser vers l’âge de 4 à 6 ans.

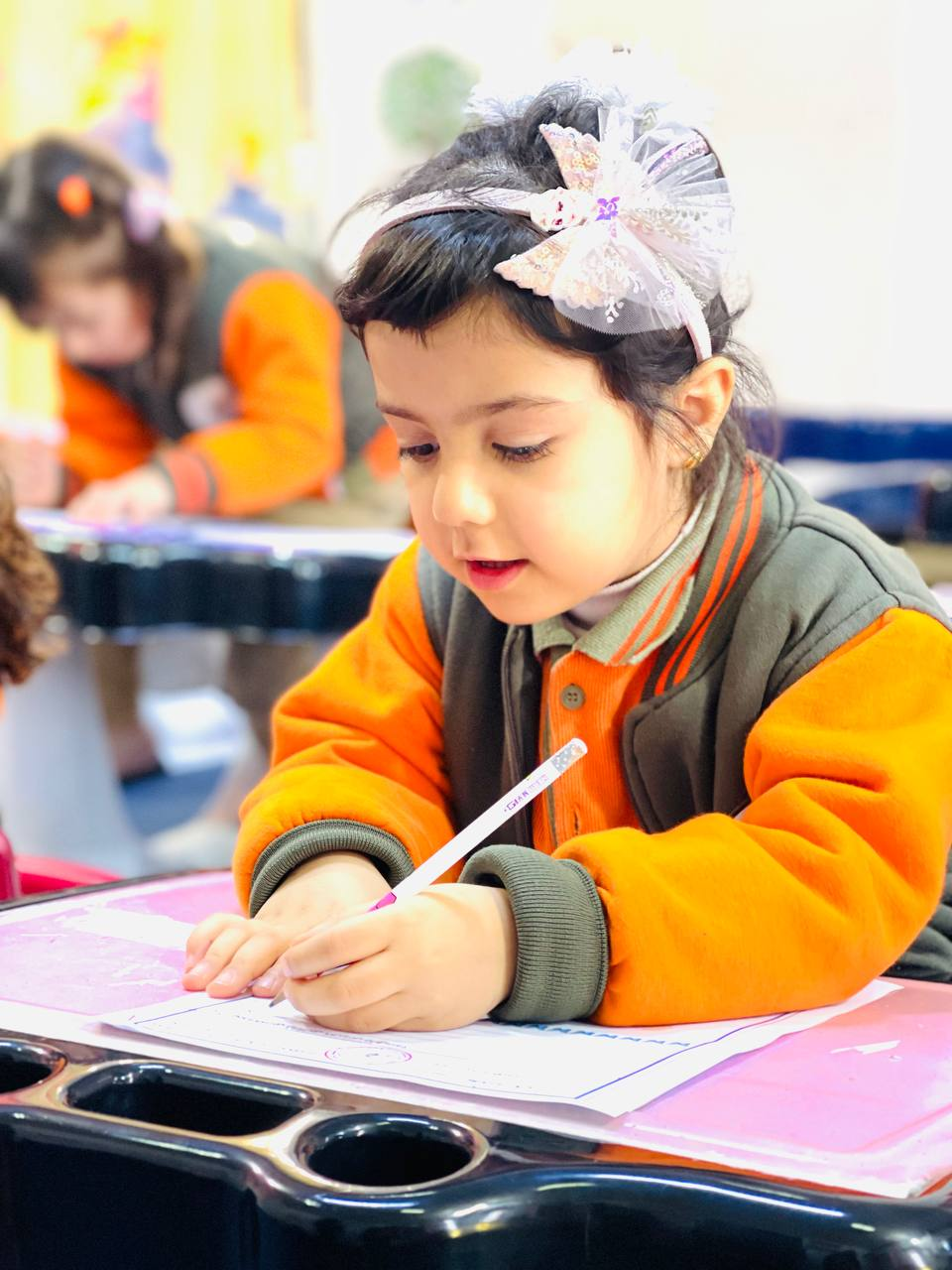
Une étudiante écrit avec sa main gauche.

Chez le jeune humain et chez certaines espèces de singes, la préférence d'un hémicorps se développe rapidement chez le nouveau-né, qui privilégie l'orientation de certains mouvements (exemple : tourner plus souvent la tête vers la droite), mais l’enfant ne montre pas de préférence dans l’utilisation de ses mains. 
La différence de performance entre le côté gauche et le côté droit peut également être observée dès les quelques premières semaines d’un nourrisson. Même s’il est possible d’observer ces préférences et ces asymétries de performance entre les hémicorps en bas âge, rien n’est définitif. La préférence pour un hémicorps peut encore changer au cours du développement. Le développement de la latéralité suit une trajectoire non linéaire. Elle est influencée par plusieurs éléments, dont la culture, le bagage génétique et peut-être la dominance cérébrale. Il s'agit d’un phénomène dynamique.  
Par contre, vers l’âge de 10-12 mois, l’enfant commence à montrer des signes de préférence pour utiliser l’une de ses deux mains lors de la manipulation d’objets. Ainsi, avec la maturation cérébrale, ainsi que l’acquisition d’expériences motrices et la répétition de mouvements, la préférence manuelle se précise de plus en plus vers l’âge de 2 ans, bien que certaines fluctuations dans l’utilisation préférentielle persistent. 
La dominance de performance entre les deux hémicorps commence à être observée vers l’âge de 3 ans. C’est à l’âge de 4-5 ans qu’il est possible de véritablement observer la préférence manuelle chez l’enfant, quand il utilise sa main dominante dans ses activités de motricité fine telles que la manipulation d’objets, l’écriture et le découpage. En général, la préférence pour un hémicorps se stabilise à partir de l’âge de 4-5 ans. 
Pour les tâches de motricité fine, une main sera plus performante que l’autre, et cette asymétrie va se stabiliser vers l’âge de 6-7 ans. Toutefois, pour les tâches de motricité globale, un hémicorps va être plus performant, mais, une fois que cette unilatéralité sera acquise, le côté non dominant va se développer. Les résultats de performance entre les deux côtés seront donc similaires vers l’âge de 10 ans pour la motricité globale.

## Facteurs environnementaux influençant la préférence manuelle
Il existe en général pour les parents une préférence en faveur du côté gauche du corps pour porter un nourrisson dans ses bras. Ce biais de latéralité dans le port du très jeune enfant peut trouver plusieurs explications :
- position du cœur (dont le bruit de battement peut apaiser le bébé) ;
- latéralité manuelle des parents, plus souvent droitiers, qui conservent ainsi leur main droite libre.